# Jean Guenier
Jean Guenier, né le 11 mars 1923 à Theillement et mort le 25 octobre 2007 à Saint-Aubin-lès-Elbeuf, est un homme politique français.

## Détail des fonctions et des mandats
Mandat parlementaire
- 31 janvier 1989 - 1er octobre 1989 : Sénateur de l'Eure

Mandats locaux
- mars 1959 - mars 2001 : Maire du Bosc-Roger-en-Roumois
- septembre 1973 - mars 1998 : Conseiller général du canton de Bourgtheroulde-Infreville